# Derjan
Derjan is na de gemeentelijke herinrichting van 2015 een deelgemeente (njësitë administrative përbërëse) van de Albanese stad (bashkia) Mat.
Buiten het centrum bestaat de deelgemeente uit de kernen Barbullej, Dukagjin, Gjoçaj, Lam i Madh, Urxallë en Zall Gjoçaj.